# Драговиштица (Софийская область)
Драговиштица (болг. Драговищица) — село в Болгарии. Находится в Софийской области, входит в общину Костинброд. Население составляет 1161 человек (2022).

## Политическая ситуация
В местном кметстве Драговиштица, в состав которого входит Драговиштица, должность кмета (старосты) исполняет Никифор Иванов Никифоров (коалиция в составе 4 партий: национальное движение «Симеон Второй» (НДСВ), движение «Георгиев день», «Союз свободной демократии» (ССД), «Граждане за европейское развитие Болгарии» (ГЕРБ)) по результатам выборов.
Кмет (мэр) общины Костинброд — Красимир Вылов Кунчев (Болгарская социалистическая партия (БСП)) по результатам выборов.